# 君田富
君田富（日语：／ Kimita Tomi，1785年—1819年）是日本江戶時代末期女性，近江彥根藩第13任藩主井伊直中的側室，亦是第15任藩主大老井伊直弼的生母，又稱為阿富夫人（日语：／ Otominokata）或彥根御前（日语：／ Hikonegoze），法名要妙院。

## 生涯
由於君田家的來歷不明，有些說法認為君田富是江戶麴町隼町伊勢屋十兵衛（君田十兵衛重道之姚。另外，有些說法認為君田家的祖先是仕官於武田信玄，其後武田勝賴失勢後，君田家祖先便流落下野成為浪人，經歷數代後於君田富的祖父一代時前往近江國彥根定居。
君田富自幼便在井伊家內仕奉，長大後便成為藩主直中的側室。由於直中的正室陸奧盛岡藩主南部利敬之姊重視江戶城大奧與井伊家的交流，因此未有跟隨直中隱居於彥根，而是留在江戶，導致君田富深受直中的寵愛。君田富國色天香，賢嫻淑德，因此井伊家家中尊稱她為彥根御前。
君田富與直中之間，分別在文化6年4月16日（1809年5月29日）、文化7年12月5日（1810年12月30日）和文化12年10月29日（1815年11月29日）誕下直中十一子井伊直元、十三子井伊直與（後來的內藤政優）和十四子井伊直弼。
文政2年（1819年）2月，君田富突然死去，享年35歲。

### 註解
1. ↑  君田富的兄弟君田十助向彥根藩提出的正式紀錄。
2. ↑  按《侍中由緒帳9》記載，「觀德院大人（直中）御代，文化五辰年正月，按照要妙院（富）大人至今的經歷，下賜三人扶持」（一人扶持等於五俵（日语：俵），而一俵亦等同一石，故此三人扶持等於15俵或15石）